# Брандон (Јужна Дакота)
Брандон (енгл. Brandon) град је у америчкој савезној држави Јужна Дакота.

## Демографија
По попису из 2010. године број становника је 8.785, што је 3.092 (54,3%) становника више него 2000. године.
| Група             | 2000.         | 2010.         |
| Белци             | 5.576 (97,9%) | 8.442 (96,1%) |
| Афроамериканци    | 24 (0,4%)     | 52 (0,6%)     |
| Азијати           | 13 (0,2%)     | 52 (0,6%)     |
| Хиспаноамериканци | 24 (0,4%)     | 105 (1,2%)    |
| Укупно            | 5.693         | 8.785         |